# Christoph Brandt (Politiker)
Christoph Brandt (* 22. August 1938 in Schneidemühl; † 5. November 2011) war ein deutscher Politiker (CDU). Er war Abgeordneter der letzten, frei gewählten Volkskammer der DDR (1990) und Mitglied des Landtages von Mecklenburg-Vorpommern (1991–1998).

## Leben
Brandt besuchte die Grundschule und die Erweiterte Oberschule in Bad Doberan, wo er 1958 sein Abitur ablegte. Nach einer Lehre zum Elektromonteur besuchte er die Ingenieurschule Wismar und wurde 1968 Ingenieur für Schiffselektrotechnik. Brandt studierte Informationstechnik mit dem Abschluss als Diplom-Ingenieur. Von 1975 bis 1990 war er Abteilungsleiter für Technik im VEB Kombinat Getreidewirtschaft Rostock.
Brandt trat 1968 der CDU der DDR bei, bei der er verschiedene Funktionen innehatte. Nach der Wende war er stellvertretender Kreisvorsitzender in Bad Doberan und wurde 1994 Mitglied des Landesvorstandes der CDU. Brandt gehörte 1989/90 der Stadtverordnetenversammlung und 1994 dem Kreistag von Bad Doberan an. Von März bis Oktober 1990 war er Abgeordneter der letzten Volkskammer der DDR an. Am 4. Juni 1991 rückte er für Heinrich Schlingmann in den Landtag von Mecklenburg-Vorpommern nach, dem er bis Oktober 1998 angehörte. Er war auch stellvertretender Vorsitzender der CDU-Landtagsfraktion.
Von 2004 bis 2007 war Brandt Vorsitzender des Vereins Denkmale Bad Doberan.
Brandt war evangelisch, verheiratet und Vater von zwei Kindern.